# 오렌지만이 과일은 아니다
《오렌지만이 과일은 아니다》(영어: Oranges Are Not the Only Fruit)는 지넷 윈터슨의 1985년 장편소설로, 그녀의 데뷔작이다. 엄격한 기독교 가정에서 태어난 레즈비언 소녀와 엄마와의 갈등을 다루고 있다. 대한민국에는 민음사 '모던 클래식' 시리즈의 열 번째 작품으로서 김은정 번역으로 출간되었다.

## 작품 소개
한 소녀의 아름답고 당돌한 성장기!
현대 영국을 대표하는 여성 작가 지넷 윈터슨의 자전적 소설『오렌지만이 과일은 아니다』. 작가는 첫 번째 소설이자 세계적인 명성을 안겨준 이 작품에서 양부모 아래 기도와 선교를 강요받으며 자란 기억과 소녀를 사랑했던 경험을 풀어놓았다. 민감한 사회 문제들을 거침없이 다룬 이 소설은 가장 주목할 만한 신인에게 수여되는 휘트브레드 상을 수상했다.
엄격하고 보수적인 기독교 집안에서 기도와 선교에 집착하는 어머니와 함께 사는 소녀 지넷은 우연히 만난 한 소녀와 사랑에 빠진다. 어머니를 비롯한 주위 사람들은 그녀가 악마에 홀렸다고 비난하지만, 지넷은 여자를 사랑하는 것이 왜 잘못이고 죄악인지 이해할 수가 없다. 지넷은 자신의 정체성과 자유를 찾으려고 노력하는데….
이 소설은 한 소녀가 자신의 성적 정체성을 깨닫고 독립적인 인간으로 서기까지의 과정을 그리고 있다. 여성 작가 특유의 감성으로 인간 내면 심리를 섬세하게 묘사했다. 특히 각 부는 구약성서의 형식을 따르고 있는데, 이러한 구성은 작은 지역 사회에 뿌리 내린 폐쇄적인 기독교 사회의 억압적인 면모를 비난하는 장치로 사용된다.